# Vršnikov potok
Vršnikov potok je gorski potok, ki izvira pod Kalškim grebenom v Kamniško-Savinjskih Alpah in se kot levi pritok izliva v reko Kokro.